# دیانا نوایوو
دیانا نوایوو (انگلیسی: Diana Nwaiwu؛ زادهٔ ۱۰ اکتبر ۱۹۷۳) بازیکن فوتبال اهل نیجریه است.
وی همچنین در تیم ملی فوتبال زنان نیجریه بازی کرده‌است.